# プリオッカ
プリオッカ（伊: Priocca）は、イタリア共和国ピエモンテ州クーネオ県にある、人口約2,000人の基礎自治体（コムーネ）。

## 地理

### 位置・広がり
| 隣接するコムーネは以下の通り。括弧内のATはアスティ県所属を示す。 - カナーレ - カステッリナルド・ダルバ - ゴヴォーネ - マリアーノ・アルフィエーリ - サン・ダミアーノ・ダスティ (AT) |

#### 地震分類
イタリアの地震リスク階級 (it) では、4 に分類される
。